# 2-溴蒽
2-溴蒽是一种有机化合物，属溴代芳烃，化学式为C14H9Br，是溴蒽的同分异构体之一。它可由2-溴蒽酮或2-溴蒽醌的还原反应制备；2-蒽胺进行重氮化后再与溴化亚铜作用，也能得到2-溴蒽。